# Halterofília als Jocs Olímpics d'estiu de 1932 - pes mitjà
La competició del pes mitjà, amb un pes dels aixecadors inferior a 75,0 kg, va ser una de les cinc proves d'halterofília que es disputà durant els Jocs Olímpics de Los Angeles de 1932. La prova es disputà el 31 de juliol de 1932 i hi van prendre part 7 aixecadors en representació de 6 nacions.

## Medallistes
| Or                  | Plata                  | Bronze               |
| Rudolf Ismayr (GER) | Carlo Galimberti (ITA) | Karl Hipfinger (AUT) |

## Resultats
| Pos. | Aixecador          | Nació        | Total | Impuls | Impuls | Impuls | Arrancada | Arrancada | Arrancada | Dos temps | Dos temps | Dos temps |
| Pos. | Aixecador          | Nació        | Total | 1.     | 2.     | 3.     | 1.        | 2.        | 3.        | 1.        | 2.        | 3.        |
| ---- | ------------------ | ------------ | ----- | ------ | ------ | ------ | --------- | --------- | --------- | --------- | --------- | --------- |
| 1    | Rudolf Ismayr      | Alemanya     | 345,0 | 95     | 102,5  | 107,5  | 100       | 110       | 115       | 132,5     | 140       | 140       |
| 2    | Carlo Galimberti   | Itàlia       | 340,0 | 95     | 102,5  | 105    | 95        | 102,5     | 105       | 127,5     | 132,5     | 132,5     |
| 3    | Karl Hipfinger     | Àustria      | 337,5 | 85     | 90     | 92,5   | 100       | 105       | 107,5     | 135       | 140       | 145       |
| 4    | Roger François     | França       | 335,0 | 95     | 102,5  | 105    | 95        | 102,5     | 105       | 125       | 125       | 130       |
| 5    | Stanley Kratkowski | Estats Units | 305,0 | 82,5   | 87,5   | 87,5   | 102,5     | 102,5     | 110       | 120       | 125       | 125       |
| 6    | Julio Juaneda      | Argentina    | 285,0 | 70     | 75     | 80     | 85        | 90        | 95        | 115       | 120       | 125       |
| 7    | Samuel Termine     | Estats Units | 192,5 | 82,5   | 87,5   | 90     | 100       | 105       | 110       | 132,5     | 132,5     | 132,5     |